# Romano Prodi

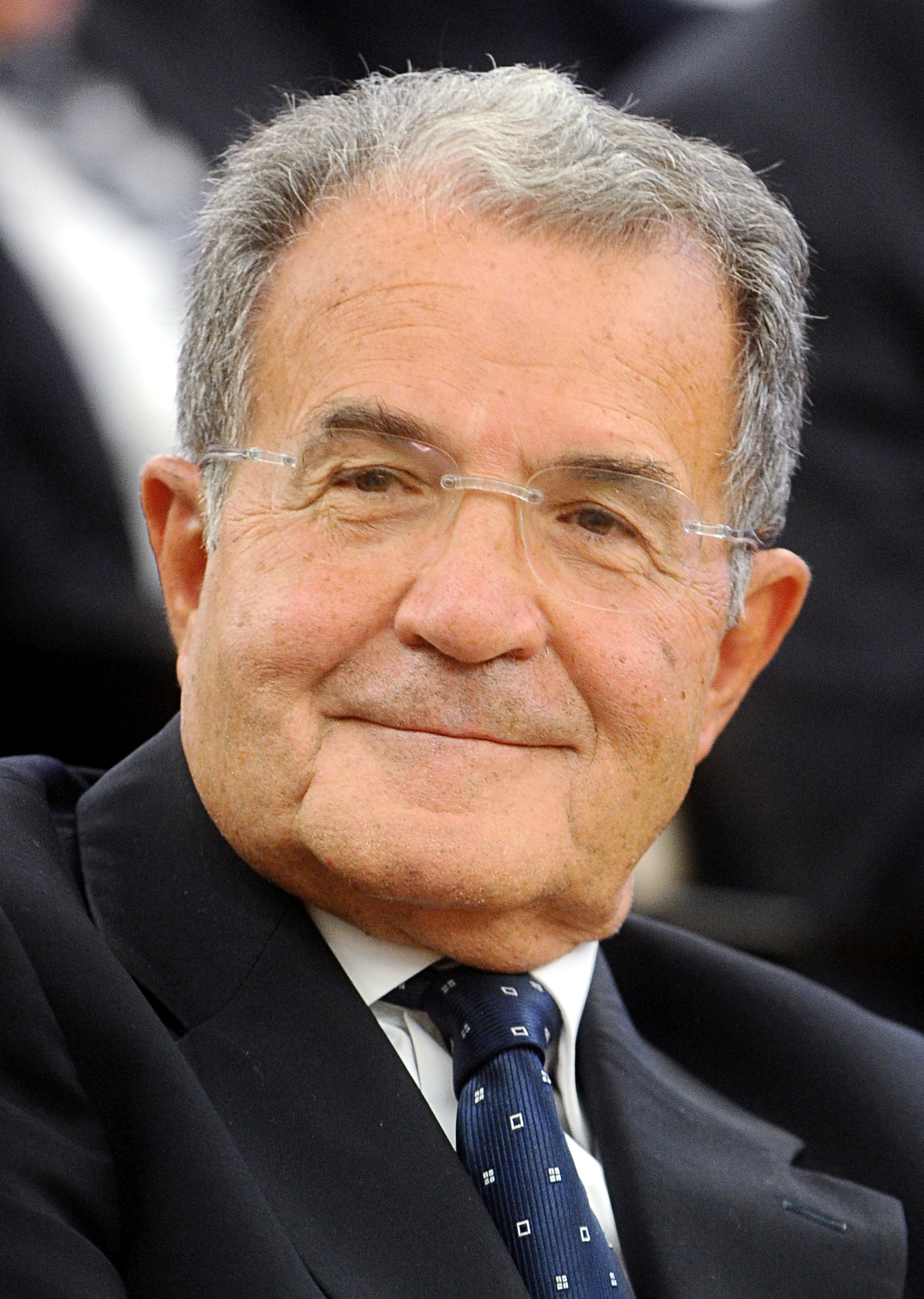
Romano Prodi (2014)

Romano Prodi (* 9. August 1939 in Scandiano, RE) ist ein italienischer Wirtschaftswissenschaftler und Politiker (zunächst DC, dann L’Ulivo, ab 2007 PD). Er war von 1996 bis 1998 und von 2006 bis 2008 italienischer Ministerpräsident und von September 1999 bis November 2004 Präsident der Europäischen Kommission.

## Leben
Romano Prodi ist eines von neun Kindern des Ingenieurs Mario Prodi und der Lehrerin Enrica Prodi. Zu seinen Brüdern zählen der Mathematiker Giovanni Prodi und der Physiker Vittorio Prodi. Er studierte nach dem Abitur an der Universität Mailand Rechtswissenschaften und schloss 1961 mit Auszeichnung ab. Anschließend absolvierte er Aufbaustudiengänge in Mailand, Bologna und an der London School of Economics. Ab 1963 war er wissenschaftlicher Mitarbeiter, ab 1966 Lehrbeauftragter und von 1971 bis 1999 Professor für Volkswirtschaft und Industriepolitik an der Universität Bologna. Mitte der 1970er Jahre war Prodi vorübergehend Geschäftsführer des Sportwagenherstellers Maserati. Prodi ist seit 1969 mit der Universitätslektorin Flavia Prodi Franzoni verheiratet. Sie haben erwachsene Söhne, Giorgio und Antonio.

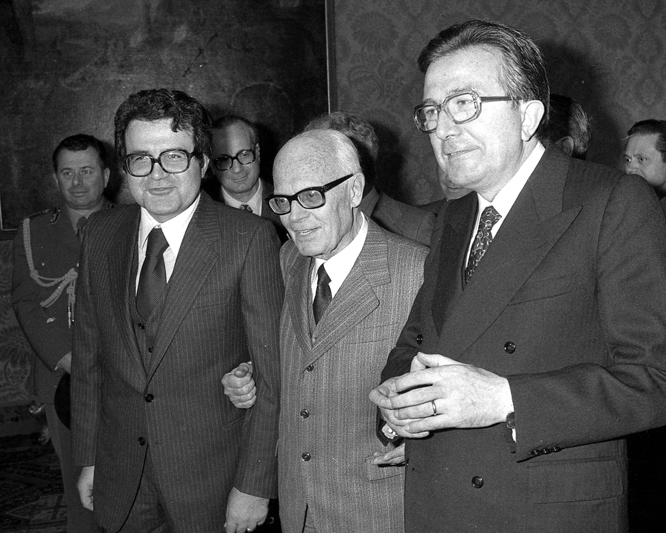
Prodi mit Staatspräsident Sandro Pertini und Ministerpräsident Giulio Andreotti (1978)

Prodi engagierte sich politisch zunächst in der Partei Democrazia Cristiana. Giulio Andreotti berief ihn im November 1978 als Industrieminister in sein Kabinett. Nach dessen Ende am 19. März 1978 setzte Prodi seine Lehrtätigkeit fort.

### Istituto per la Ricostruzione Industriale
Von 1984 bis 1995, mit Unterbrechung zwischen 1989 und 1993, war er Präsident des IRI, der größten staatlichen Holding Italiens. Nach Sanierung, Umstrukturierung und Privatisierung mehrerer Tochtergesellschaften während seiner ersten Zeit half er während seiner zweiten Geschäftsausübung bei der Privatisierung anderer Firmen. Von 1990 bis 1993 führte Prodi das Beratungsunternehmen Analisi e Studi Economici. Diese Firma, die Prodi gemeinsam mit seiner Frau gehörte, verdiente in dieser Zeit £1,4 Mio.; Hauptkunde war Goldman Sachs, und Goldman Sachs war auch an zwei Fusionen beteiligt, die Prodi in seiner anschließenden zweiten Amtszeit als IRI-Präsident verantwortete.

### Gründung von L’Ulivo, erste Amtszeit als Ministerpräsident (1996–98)
Prodi war ein entschiedener Gegner des Bau- und Medienunternehmers Silvio Berlusconi, der 1993/94 auf die politische Bühne trat, seine rechtsliberal-populistische Partei Forza Italia gründete und schon bei den Parlamentswahlen am 27. und 28. März 1994 zum Ministerpräsidenten einer Mitte-rechts-Koalition gewählt wurde. Das Kabinett Berlusconi I zerbrach im Januar 1995. Um eine Wiederwahl Berlusconi zu verhindern, initiierte Prodi im Februar/März 1995 ein breites Mitte-links-Bündnis namens L’Ulivo („Der Olivenbaum“). Dessen Hauptstützen waren die Partito Democratico della Sinistra (PDS, „Demokratische Linkspartei“ – ehemalige Kommunisten, die sich nach 1989 zu Sozialdemokraten gewandelt hatten) und die Partito Popolare Italiano (PPI, hervorgegangen aus dem Rumpf der 1994 zerbrochenen Democrazia Cristiana), der Prodi zwar noch angehörte, in der er aber kein Amt oder Mandat hatte. Die PPI spaltete sich an der Frage, ob man Prodi unterstützen sollte: Der rechte Flügel verließ die PPI und schloss sich Berlusconi an. Hinzu kamen zahlreiche Kleinparteien von Liberalen bis zu Kommunisten. Obwohl er kein Parteiamt innehatte, wurde Prodi zum Leader (d. h. inoffiziellen Anführer) und Ministerpräsidentenkandidaten von L’Ulivo bestimmt. Parteilose Anhänger Prodis organisierten sich in den Comitati per l’Italia che vogliamo („Komitees für das Italien, das wir wollen“), umgangssprachlich Comitati Prodi („Prodi-Komitees“) genannt.

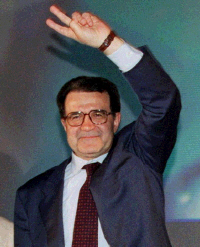
Romano Prodi (1996)

Prodi präsentierte sich als komplettes Gegenbild zu Berlusconi: Erschien der „Cavaliere“ aus Mailand aggressiv, so wirkte der „Professore“ aus Bologna beruhigend. Berlusconi polemisierte, Prodi rief zum Dialog auf. Während der eine sich verherrlichen ließ, gab sich der andere betont bescheiden. Statt im Privatjet reiste Prodi in einem Bus durch Italien. Während Berlusconi sich mit seinem Fußballclub AC Mailand schmückte, sprach Prodi über sein Hobby Radsport. Die Presse titulierte ihn als den „Anti-Berlusconi“. 
Zur vorgezogenen Parlamentswahl im April 1996 trat Prodi an der Spitze der Liste Popolari per Prodi (bestehend aus PPI, PRI, Unione Democratica, Südtiroler Volkspartei sowie den Comitati Prodi) an. Diese erhielt zwar nur auf 6,8 % der Stimmen und 72 Sitze, insgesamt gewann aber der L’Ulivo-Block die Wahl knapp. Prodi selbst zog über ein Direktmandat in Bologna in das Abgeordnetenhaus ein.
Am 18. Mai 1996 wurde er als Ministerpräsident einer Mitte-links-Koalition vereidigt. Diese war im Parlament auch auf die Stimmen der orthodox-kommunistischen Rifondazione Comunista angewiesen. Sein rigoroser Sparkurs und eine Abmachung, in der Italien zusicherte, bevorzugt Milch aus Deutschland zu kaufen, ermöglichte den Beitritt Italiens zur Währungsunion. Im Herbst 1998 entzog die Rifondazione Comunista Prodi ihre Unterstützung. Prodi trat am 21. Oktober 1998 nach einer verlorenen Vertrauensabstimmung zurück. Das Kabinett wurde nur umgebildet: grundsätzlich blieb die Mitte-links-Koalition an der Regierung, nun unter Führung Massimo D’Alemas (der auch wieder die Unterstützung eines Teils der Kommunisten gewinnen konnte).
Im Februar 1999 beteiligte sich Prodi an der Gründung der Partei I Democratici, deren erklärtes Vorbild die Demokratische Partei der USA war (was auch am Parteisymbol, einem Esel, erkennbar war). In dieser gingen die Comitati Prodi, die kleine sozialliberale Unione Democratica, die Anti-Korruptions- bzw. Anti-Mafia-Parteien Italia dei Valori und La Rete sowie ein Netzwerk von Bürgermeistern auf; nicht jedoch die beiden großen Parteien des L’Ulivo-Bündnisses PDS und PPI. Bei der Europawahl 1999 erhielten I Democratici 7,7 % der Stimmen und schlossen sich der Liberalen Fraktion an.

### EU-Kommissionspräsident (1999–2004)

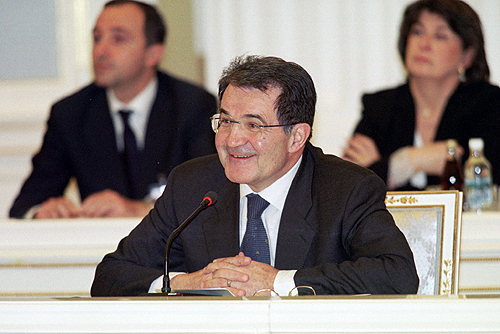
EU-Kommissionspräsident Prodi in Moskau (2002)

Prodi wurde am 24. März 1999 wurde von den Regierungschefs der EU-Mitglieder als EU-Kommissionspräsident nominiert. Er trat am 15. September 1999 die Nachfolge von Jacques Santer an, nachdem das Europäische Parlament die Ernennung bestätigt hatte.
Am 22. Dezember 2003 detonierten zwei Rohrbomben vor und am 27. Dezember 2003 eine Briefbombe in seiner Privatwohnung in Bologna. Alle Attentate überlebte Prodi unverletzt. Die Polizei vermutete Tätern aus Anarchistenkreisen. 
Die EU-Erweiterung 2004 (Aufnahme von zehn Staaten in die EU) und die Beitrittsverhandlungen zuvor gelten als die wichtigsten Ereignisse seiner Amtszeit. 
Eine zweite Amtsperiode Prodis fand im Europäischen Rat keine starken Befürworter – wohl auch weil Prodi sich offenließ, wieder Führer des Linksbündnisses in Italien zu werden. Im Juni 2004 begannen die Sondierungen zu seiner Nachfolge in der EU. Im November 2004 folgte ihm José Manuel Barroso als Kommissionspräsident.
Prodi hat zahlreiche akademische Würden erhalten und viele Beiträge zur Volkswirtschaft und Industriepolitik veröffentlicht.

### Zweite Amtszeit als Ministerpräsident (2006–08)
Am 16. Oktober 2005 wurde Prodi bei einer landesweiten allgemeinen Vorwahl mit über 70 % zum Spitzenkandidaten des Mitte-links-Bündnisses L’Ulivo für die Parlamentswahlen 2006 bestimmt. 
Bei den Parlamentswahlen am 9. und 10. April 2006 erhielt das Bündnis L’Unione in der Camera dei deputati eine komfortable und im Senato della Repubblica eine sehr knappe Mehrheit. Er folgte Berlusconi im Amt des Ministerpräsidenten nach und leitete seit dem 17. Mai 2006 sein zweites Kabinett.
Am 21. Februar 2007 reichte er seinen Rücktritt als italienischer Ministerpräsident ein, nachdem seine zukünftige außenpolitische Linie (Rückzug der italienischen Truppen aus dem Irak, aber Verbleib in Afghanistan) keine Mehrheit im Parlament gefunden hatte. Der italienische Staatspräsident Napolitano nahm den Rücktritt jedoch nicht an. Napolitano gab am 24. Februar 2007 bekannt, die Regierung Prodi weder aufzulösen noch Neuwahlen auszurufen. Prodi war bereit, auch weiterhin Verantwortung für Italien zu übernehmen. Zitat Romano Prodi: „Ich werde mich so schnell es geht, den Parlamentskammern zu Vertrauensabstimmungen stellen [...] mit erneuertem Schwung und einer geschlossenen Koalition, die entschlossen ist, dem Land in dieser schwierigen Phase zu helfen und es zu weiterem wirtschaftlichen Aufschwung zu führen, der schon eingesetzt hat.“
Prodi gewann am 28. Februar und 2. März 2007 die Vertrauensabstimmungen in Senat (162 zu 157 Stimmen) und Abgeordnetenkammer (342 zu 253 Stimmen). Damit konnte Prodis Mitte-links-Bündnis seine Arbeit fortsetzen.
Ab dem 17. Januar 2008 führte Prodi auch das Justizministerium, da der bisherige Justizminister Clemente Mastella wegen Korruptionsvorwürfen zurückgetreten und dessen Partei UDEUR aus der Regierungskoalition ausgeschieden war. Am 21. Januar 2008 entzog die UDEUR der Regierung Prodi ihre Unterstützung ganz und stürzte Italien damit in eine Regierungskrise. Die zwei Tage später anberaumte Vertrauensabstimmung in der Abgeordnetenkammer gewann Prodi. Dagegen verlor er am 24. Januar 2008 die Abstimmung im Senat und reichte daraufhin seinen Rücktritt ein. 
Prodi kandidierte bei den vorgezogenen Parlamentswahlen Mitte April 2008 kandidierte nicht mehr. 
Er sagte, er wolle seine politische Tätigkeit in Zukunft auf die Mitarbeit im neu gegründeten Partito Democratico beschränken, wo er das eher repräsentative Amt des Parteipräsidenten vom 14. April 2007 bis zum 16. April 2008 innehatte. 
Am 10. März 2008 gab Prodi dem italienischen Nachrichtensender SKY TG24 bekannt, mit der italienischen Politik und vielleicht auch mit der Politik im Allgemeinen abgeschlossen zu haben.

### Nach 2008

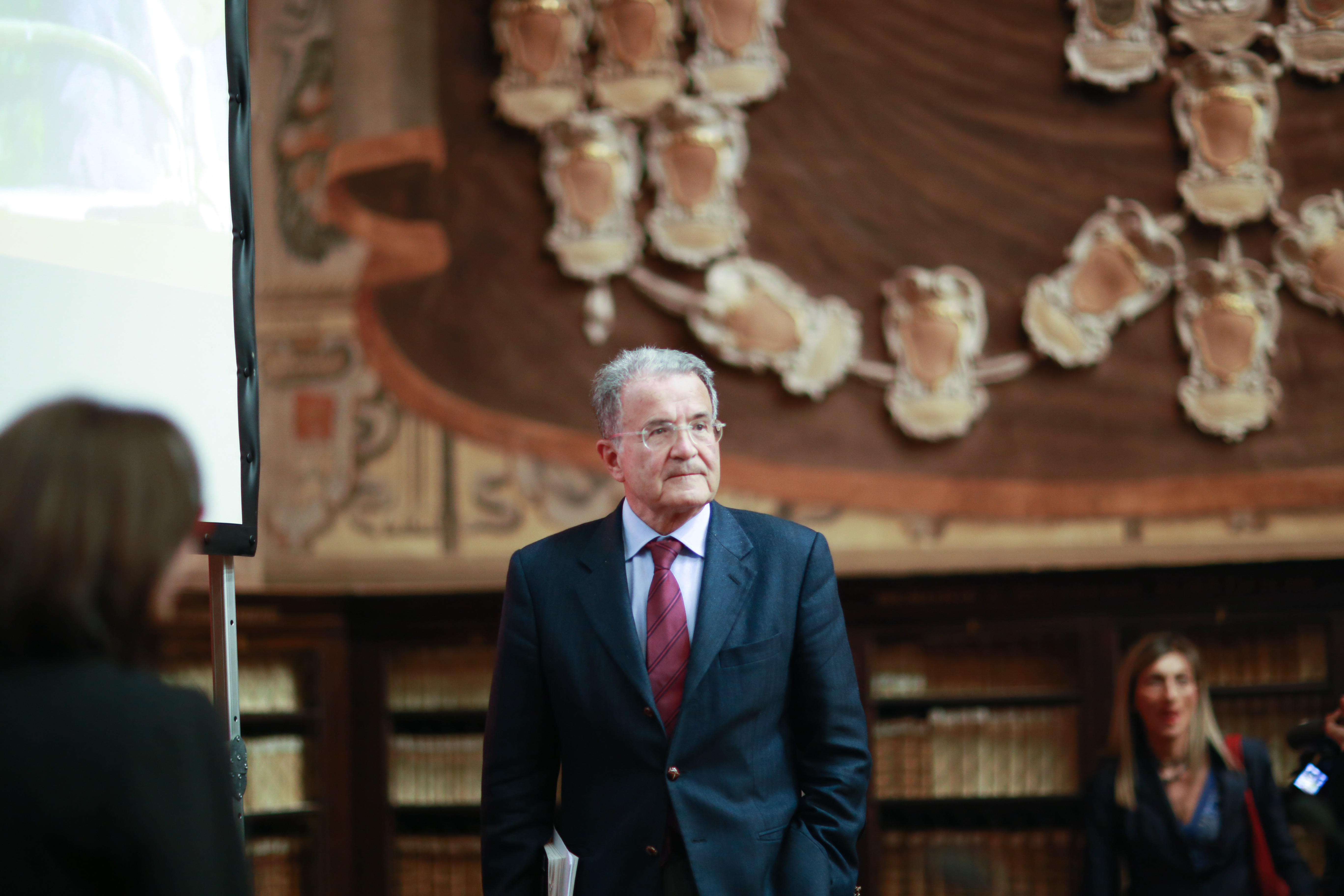
Romano Prodi (2016)

Am 6. Oktober 2012 benannte der Generalsekretär der Vereinten Nationen Ban Ki-moon ihn als VN-Sondergesandten für die Sahelzone.
2013 nominierte die Partito Democratico Prodi für das Amt des italienischen Staatspräsidenten, nachdem sich der erste Kandidat der Mitte-links-Parteien, Franco Marini, nicht vor den vereinigten Parlamentskammern hatte durchsetzen können. Prodi verfehlte aber im vierten Wahlgang am 19. April 2013 die absolute Mehrheit, woraufhin er seine Kandidatur zurückzog.

### Lobbyarbeit
Romano Prodi wird wegen seiner Beteiligung an Lobbyaktivitäten für den ehemaligen ukrainischen Machthaber Wiktor Janukowytsch kritisiert, für dessen Regierung er, gemeinsam mit dem ehemaligen österreichischen Kanzler Alfred Gusenbauer um 2012 bezahlt worden sein soll (siehe: Hapsburg Group). Weiter soll Prodi, erneut an der Seite Gusenbauers, Lobbyarbeit für den umstrittenen Machthaber Kasachstans Nursultan Nasarbajew geleistet haben.

## Ehrungen
- 1993: Großkreuz des Verdienstordens der Italienischen Republik
- 1997: Großkreuz des Verdienstordens der Republik Polen
- 1998: Großkreuz des Orden de Isabel la Católica
- 2000: Großkreuz des Sterns von Rumänien
- 2007: Großkreuz des Drei-Sterne-Ordens
- 2010: Großer Verdienstorden des Landes Südtirol
- 2011: Ehrendoktorwürde der Juristischen und Wirtschaftswissenschaftlichen Fakultät der Martin-Luther-Universität Halle-Wittenberg für seine Forschungsarbeit im Bereich der Industrieökonomik[15]
- 2012: Großer Orden der Aufgehenden Sonne am Band[16]
- 2014: Großkreuz der Ehrenlegion
- 2017: Auswärtiges Ehrenmitglied der American Academy of Arts and Sciences